# Magnus Ier (roi de Norvège)
Magnús Ier Óláfsson goði (le Bon) (v.1024-1047) fut roi de Norvège de 1035 à 1047 et roi de Danemark de 1042 à 1047.

## Biographie

### Origine et jeunesse
Magnus est un fils illégitime du roi de Norvège, Olaf II de Norvège dit Olaf le Saint et d'une concubine de bonne naissance nommée Alfhildr membre de la hird royale. Il doit son nom au roi « Karla-Magnus » (c'est-à-dire Charlemagne) qui est suggéré à Olaf à son grand étonnement par le scalde Sygvatr Thordharson qui avait voyagé en Angleterre et même en France. Magnus naît vers 1024 et grandit à la cour de Norvège. Il reçoit l'éducation des princes de son temps. Mais la défaite de son père le prive de protection. Après la mort de ce dernier en 1030, il est exilé en Rus' de Kiev avant de revenir cinq ans plus tard à Sigtuna en Suède. Il regagne alors la Norvège avec des troupes en partie suédoises à ses côtés, avec le soutien d'Anund Jacob. Il est placé sur le trône de Norvège en 1035 par les magnats Einar Secoue-Panse et Kálfr Árnason qui déposent Sven Knutsson, le fils de Knut le Grand.

### Roi de Norvège
Rognvald Brusason le fils de Brusi Sigurdsson Jarl des Orcades qui avait été laissé en Norvège comme otage à la cour de roi Olaf II était devenu le plus fidèle compagnon du roi qu’il considérait comme son « Père adoptif »  et qu’il accompagne dans tous ses combats jusqu’à la fatale Bataille de Stiklestad. Rognvald s’enfuit d’abord en Suède puis en Russie et s’attache enfin au sort du fils de son ami  Magnus le Bon avec lequel il retourne en Norvège. Magnus devenu roi pour le remercier de ses nombreux services lui accorde en 1037 avec le titre de Jarl, le tiers des îles Orcades que détenait son père Brusi ainsi que le tiers sur lequel le roi Olaf s’était réservé la souveraineté. Magnus se brouille par ailleurs avec Kalfr Arnasson l'un des nobles qui avait facilité son accession au trône. Ce dernier se réfugie aux Orcades pour échapper à la colère du roi de Norvège. Rognvald est tué en décembre 1046 à l'incitation de Kalfr Arnasson qui avait pris le parti de Thorfinn Sigurdsson l'autre Jarl corégent des îles avec qui il avait des liens de parenté. Magnus meurt à son tour l'année suivante avant d'avoir vengé son ami comme il le projetait.
Durant ses douze années de règne, Magnus établit son autorité sur le statut naissant de saint de son père Olaf. Tout d'abord en conflit avec Hardeknut, il passe un accord en 1038 sur les rives du Göta älv qui prévoit qu'il devienne roi du Danemark après sa mort.

### Double royauté
En 1042, à la suite d'un accord conclu en 1038,  il succède sur le trône de Danemark à Knut III de Danemark dit le Hardi, autre fils de Knut le Grand, et rétablit l'union des deux royaumes à son profit. Il prend avec vigueur les intérêts danois en compte  et en 1043  il écrase sur la lande de Lyrskov au nord du Sleswig une bande de Wendes qui avaient réussi à progresser au nord de l'Eider.
Cependant, aux prises avec la révolte danoise menée par Sven Estridsen, neveu de Knut le Grand qu'il avait désigné comme Jarl c'est-à-dire « gouverneur » mais qui s'est proclamé roi, il doit le combattre victorieusement d'abord à Rö (Rügen ?)  puis à Aarhus dans le Jutland le 18 décembre 1043. Le prétendant vaincu doit se réfugier au Seeland. L'année suivante Magnus doit revenir de Norvège pour vaincre de nouveau Sven est les Scaniens à Helganes à l'automne 1045. Il doit passer au Danemark les années 1044/1045 pour tenter de soumettre le pays. 
En parallèle, Harald Hardrada, prétendant au trône de Norvège, revient d'une dizaine d'années de service dans la garde varangienne. Tous deux s'accordent pour se partager le pouvoir du royaume de Norvège en 1046. 
Il meurt de maladie au Jutland, le 25 octobre 1047, pendant qu'il lutte contre les Danois. Il lègue à Sven le Danemark et la Norvège à Harald. Magnus est inhumé dans la cathédrale de Nidaros aux côtés de son père, Olaf II de Norvège. D'une concubine anonyme il laisse une fille, Ragnhild Magnusdatter, qui épouse en 1062 Hakon Ivarsson (Jarl en 1063 et mort en 1065).

## Cinéma et télévision
Magnùs Óláfsson est l'un des personnages de la série télévisée Vikings: Valhalla. Il est incarné par l'acteur scandinave Set Sjöstrand.

## Sources
- (no) Claus Krag, « Magnus 1 Olavsson Den Gode », Norsk biografisk leksikon, consulté le 5 octobre 2013.
- (en) Byron J. Nordstrom Dictionary of Scandinavian History, Londres 1986  (ISBN 0313228876) p. 369-370.
- (en) Heimskringla de Snorri Sturluson Sagas of the Norse Kings, Everyman's Library, Livre IX « Magnus the Good » p. 127-159.
- (en) Knut Gjerset, History Of The Norwegian People, vol. I & II, New York, The Mac Millan Company Andesite Press (réédition), 507 p. (ISBN 9781376361513), p. 269-280 § 47 Magnus The Good The Union of Norway and Denmark.